# Kina Grannis
Kina Grannis (Mission Viejo, 4 augustus 1985) is een Amerikaanse gitariste en singer-songwriter. Ze is van Japanse, Engelse, Franse, Nederlandse, Ierse en Welshe afkomst.
In 2007 won ze de Amerikaanse "Doritos Crash the superbowl" wedstrijd. Hiermee won ze een platencontract bij Interscope Records.

## Biografie
Kina Grannis groeide op in Mission Viejo, Californië. Sinds ze klein was heeft ze een aantal instrumenten bespeeld. Op de basisschool maakte ze al simpele pianocomposities om met wedstrijden mee te doen, en speelde ze viool, wat ze ook op de middelbare school nog gedaan heeft. Toen ze 16 was, ging ze zich vooral focussen op gitaar spelen. In 2003 ging Kina naar de University of Southern California. In 2005 werd ze door haar school uitgekozen om een cd te maken. Dit werd haar eerste album Sincerely, me. In 2007 is ze cum laude afgestudeerd.
Kina is een onafhankelijke singer-songwriter en heeft op 23 februari 2010 haar eerste full-length album "Stairwells" uitgebracht. Dit album bevatte 14 zelf geschreven nummers en bereikte op de dag van release de 6e plaats in iTunes Pop Albums. Ook maakte "Stairwells" meteen zijn opwachting in de Billboard Top 200 van de Verenigde Staten. In 2014 volgde het album "Elements". Op 29 juni 2018 kwam haar nieuwste album "In the waiting" uit, dat 10 nummers bevat.

## Discografie

### Albums
| Album met eventuele hitnotering(en) in de Nederlandse Album Top 100 | Datum van verschijnen | Datum van binnenkomst | Hoogste positie | Aantal weken | Opmerkingen |
| ------------------------------------------------------------------- | --------------------- | --------------------- | --------------- | ------------ | ----------- |
| Sincerely, me.                                                      | 2006                  | -                     |                 |              |             |
| One more in the attic                                               | 2006                  | -                     |                 |              |             |
| In memory of the singing bridge                                     | 2006                  | -                     |                 |              |             |
| Stairwells                                                          | 14-10-2011            | -                     |                 |              |             |

### Singles
| Single met hitnotering(en) in de Vlaamse Ultratop 50 | Datum van verschijnen | Datum van binnenkomst | Hoogste positie | Aantal weken | Opmerkingen |
| ---------------------------------------------------- | --------------------- | --------------------- | --------------- | ------------ | ----------- |
| Message from your heart                              | 2011                  | -                     |                 |              |             |
| Gotta digg                                           | 2011                  | -                     |                 |              |             |
| My time with you                                     | 2011                  | -                     |                 |              |             |
| Strong enough                                        | 2011                  | -                     |                 |              |             |
| Valentine                                            | 2011                  | -                     |                 |              |             |
| The one you say goodnight to                         | 2011                  | -                     |                 |              |             |
| In your arms                                         | 23-01-2012            | 18-02-2012            | tip48           | -            |             |

## Tracklist albums
- Sincerely, me. (2006)

1. "Blindly"
2. "Highlighted in Green"
3. "Next Time"
4. "Try"
5. "Another Day"
6. "People"

- One More In the Attic (2006)

1. "Living In Dreams"
2. "Why Can't I?"
3. "Never Never"
4. "Some Days"
5. "What Is Said"
6. "In Theory"
7. "Wandering and Wondering"
8. "Running Away"
9. "Missing You"

- In Memory of the Singing Bridge (2006)

1. "Walk On"
2. "Down and Gone (the Blue Song)"
3. "Too Soon"
4. "Breathe Honesty"
5. "Don't Cry"
6. "Night"
7. "Memory"
8. "Untitled"

- Stairwells (2011)

1. "World In Front Of Me"
2. "In Your Arms"
3. "Valentine"
4. "Strong Enough"
5. "Together"
6. "The Goldfish Song"
7. "Heart And Mind"
8. "Cambridge"
9. "Stars Falling Down"
10. "Delicate"
11. "Message From Your Heart"
12. "Stay Just A Little"
13. "Back To Us"
14. "Mr. Sun"

- Elements (2014)

1. "Dear River"
2. "The Fire"
3. "My Dear"
4. "Winter"
5. "Oh Father"
6. "Little Worrier"
7. "Throw It Away"
8. "Forever Blue"
9. "Maryanne"
10. "Write It In The Sky"
11. "My Own"
12. "This Far"

- In the waiting (2018)

1. "When Will I Learn"
2. "History"
3. "In The Waiting"
4. "Birdsong"
5. "California"
6. "For now"
7. "Lonesome"
8. "Beth"
9. "Souvenirs"
10. "All Along"